# 庞巴尔下城

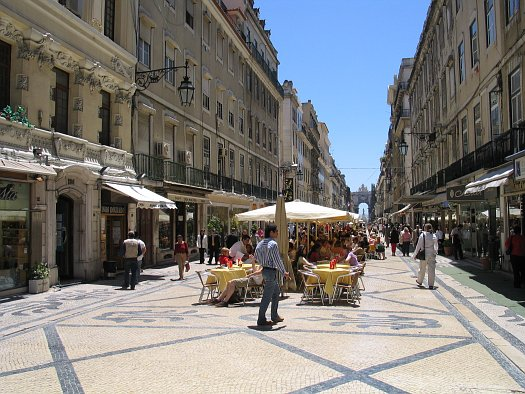
庞巴尔下城

庞巴尔下城（葡萄牙語：Baixa Pombalina）是葡萄牙首都里斯本市中心的一个区，面积235,620 平方米，包括商业广场以北的街道网格，大致介于 Cais do Sodré and 圣若热城堡下方的阿尔法玛区之间，并向北延伸到Rossio广场、菲盖拉广场（Praça da Figueira）和自由大马路（Avenida da Liberdade），后者是一条林荫大道，以裁缝商店和咖啡馆著称。
庞巴尔下城是一个优雅的地区，主要是在1755年里斯本大地震之后兴建。它得名于1750年至1777年的葡萄牙首相庞巴尔侯爵，他领导了地震后的重建。庞巴尔侯爵对重建该市实施严格的条件，目前的街道网格模式与地震以前该区的街道完全不同。  
庞巴尔下城是抗震建筑的最早实例之一。让军队在周围游行，以模拟地震，对建筑模型进行测试。庞巴尔下城建筑的一个特征是“庞巴尔笼子”，一种对称木格框架，以分散地震力量；还有高过屋顶的墙，以减少火灾蔓延。
2004年12月7日，它被葡萄牙列入世界遗产预备名单，宣称它优于爱丁堡、都灵和伦敦的规划区；该文件还指出，1666年伦敦大火后的伦敦重建规划未能像庞巴尔下城那样实现了总体原则。